# Lorne Carr-Harris
Lorne Carr-Harris   (Kingston, 15 de desembre de 1899 - 7 d'abril de 1981) va ser un jugador d'hoquei sobre gel britànic que va competir durant la dècada de 1920.
Nascut a Kingston, Ontario, es va incorporar a l'Exèrcit britànic i es graduar al Col·legi Militar Reial del Canadà el 1917.
El 1924 va prendre part en els Jocs Olímpics de Chamonix, on guanyà la medalla de bronze en la competició d'hoquei sobre gel.